# Poirino
Poirino là một đô thị ở tỉnh Torino trong vùng Piedmont, có vị trí cách khoảng 20 km về phía đông nam của Torino, nước Ý. Tại thời điểm ngày 31 tháng 12 năm 2004, đô thị này có dân số 9.366 người và diện tích là 75,7 km².
Poirino giáp các đô thị: Chieri, Riva presso Chieri, Villanova d'Asti, Santena, Villastellone, Isolabella, Cellarengo, Pralormo, Ceresole Alba, và Carmagnola.